# Jindřich Duval Dampierre
Jindřich Duval hrabě Dampierre (1580 – 8. října 1620 Bratislava) byl lotrinský šlechtic, pocházející z okolí Met. Byl jedním z velitelů císařských sil během českého stavovského povstání.

## Život
Narodil se na hradě Hans blízko města Mety v severovýchodní Francii. Od roku 1602 sloužil v rakouské císařské armádě. Za Bočkajova povstání bojoval pod generálem Bastou v Sedmihradsku; neúspěšně bránil proti Turkům Ostřihom, když ho v roce 1605 vzbouřenci v posádce, které velel, přiměli vzdát se obléhatelům. Vyznamenal se v tzv. Furlanské válce proti Benátčanům ve Furlansku.
V roce 1618 byl poslán do Čech, kde vypuklo české stavovské povstání. V létě 1619 se oddělil Dampierre s asi osmi tisíci muži od habsbuské armády vedené Karlem Buquoyem, aby napadl do té doby boji nepostižené Moravské markrabství. V srpnu 1619 byl ale poražen moravskými silami v bitvě u Dolních Věstonic.
Ve stejném roce ještě sestavil Dampierre jezdecký pluk a poslal pak své arkebuzíry na pomoc císaři Ferdinandovi II., ohroženému dalším útokem protestantských stavů na palác Hofburg.
Roku 1620 byl Dampierre pověřen tažením proti Gabrielu Bethlenovi a 8. října 1620 při obléhání Bratislavy zemřel na následky zranění.